# エリック・アンドレ・ショー
『エリック・アンドレ・ショー』（The Eric Andre Show）は、アダルトスイムで放送されているシュールコメディ番組。初回放送は2012年5月20日。2016年10月14日以降は放送が途絶えている。

## 概要
俳優のエリック・アンドレとコメディアンのハンニバル・バーエスがレギュラー出演し、コント仕立ての過激なショックユーモアを提供している。低予算で製作されていることでも話題を呼んだ。